# Frankfurter Taxe
Die Frankfurter Taxe oder Frankfurter Arzneimitteltaxe war ab 1582 eine Preisordnung der Reichsstadt Frankfurt, die auch für die Nachbargebiete wesentlich war.
Als bedeutende Handelsstadt war auch der Handel mit Simplica und Composita in Frankfurt zu Hause. Die in Frankfurt gezahlten Preise stellten für viele benachbarte Territorien einen wichtigen Maßstab dar, wie die Arzneien berechnet werden sollten. So ist eine Anfrage der Stadt Konstanz aus dem Jahr 1472 an den Rat in Frankfurt überliefert, in der nach den Preisen für Arzneimittel gefragt wird. Eine Frankfurter Medizinalordnung von 1489 wies den Stadtarzt an, die Apotheken zu überwachen und auf niedrige Preise zu achten.
1582 wurde dann die Frankfurter Taxe erlassen. Es handelte sich um ein Verzeichnis der damals üblichen Arzneimittel, in dem die Preise hierfür verbindlich festgelegt wurden. Eine Vielzahl von Medizinal- oder Apothekenordnungen der Nachbarterritorien, wie beispielsweise Hessen, bezogen sich auf diese Taxe.